# حركة شام الإسلام
حركة شام الإسلام هي جماعة ثورية تتألف بالدرجة الأولى من مغاربة وتنشط خلال الثورية السورية أعلنت الجماعة في 25 يوليو 2014 بأنها أصبحت جزءاً من جبهة أنصار الدين. تم تصنيفها كمنظمة إرهابية من قبل وزارة الخارجية الأمريكية يوم 24 سبتمبر 2014.
تأسست الجماعة في أغسطس 2013 من قبل ثلاثة محتجزين مغاربة تم إطلاق سراحهم من معتقل غوانتانامو، إبراهيم بنشقرون وأحمد ميزوز ومحمد العلمي. برزت حركة شام الإسلام لأول مرة بسبب الدور الذي لعبته في هجوم اللاذقية 2013. في السنة التالية كانت الجماعة واحدة من بين ثلاث فصائل رئيسية، شاركت في هجوم اللاذقية 2014، إلى جانب جبهة النصرة وأنصار الشام. لدى حركة شام الإسلام أيضًا تواجد في حلب، وقد خاضت معارك في محيط مستشفى الكندي وسجن المركزي في حلب.
قتل زعيم الجماعة، بنشقرون، في معركة مع قوات الحكومة السورية في أبريل 2014، سوية مع القائد العسكري للجماعة، أبو صفية المصري.